# Лабушное
Лабушное (укр. Лабушне) — село, относится к Кодымскому району Одесской области Украины.
Население по переписи 2001 года составляло 1365 человек. Почтовый индекс — 66033. Телефонный код — 4867. Занимает площадь 4,5 км².

## Местный совет
66033, Одесская обл., Кодымский р-н, с. Лабушное